# The Great Detective (televisieserie)
The Great Detective (Nederlands: De Grote Detective) is een Canadese detectiveserie, die van 1979 tot 1982 op televisie werd uitgezonden door de Canadian Broadcasting Corporation. De hoofdrollen werden vervuld door Douglas Campbell als inspecteur Alistair Cameron, de grote detective, en James Dugan als sergeant Striker, zijn assistent.

## Achtergrond
The Great Detective werd geïnspireerd door de handelingen van John Wilson Murray, de eerste detective aangesteld door de Canadese overheid, en speelt zich af aan het eind van het victoriaans tijdperk. De hoofdrolspeler, inspecteur Alistair Cameron, is een fictionele tegenhanger van Murray. Inspecteur Cameron wordt geholpen door zijn assistent, sergeant Striker, en door forensisch onderzoeker dr. Chisholm. De televisieserie werd opgenomen in Rockwood, Kleinburg en Shadow Lake in Ontario, in oude stadsdelen van Toronto en in studio 7 van CBC television.